# Крапивня (Московская область)
Крапивня — деревня в Ступинском районе Московской области в составе Городского поселения Малино (до 2006 года — входила в Дубневский сельский округ). На 2016 год Крапивня, фактически, дачный посёлок — при 12 жителях в деревне 4 улицы и 3 садовых товарищества, деревня связана автобусным сообщением с райцентром и соседними населёнными пунктами. Впервые в исторических документах селение упоминается в 1577 году, как Кропивня.

## Население
| 2002 | 2006 | 2010 |
| ---- | ---- | ---- |
| 39   | ↘15  | ↘12  |

Крапивня расположена в центральной части района, на реке Крапивка, левом притоке реки Каширка, высота центра деревни над уровнем моря — 159 м. Ближайшие населённые пункты на юге: Бурцево — примерно в 1 км и Матюково — около 2 км.